# Король Артур
Король Арту́р (англ. King Arthur, валл. Brenin Arthur, ирл. Rí Artúr — от кельтского слова со значением «медведь») — по преданиям, правитель королевства Логрес, легендарный вождь бриттов V—VI веков. Самый знаменитый из кельтских героев, центральный герой британского эпоса и многочисленных рыцарских романов. Согласно легенде, Артур стал королём во исполнение пророчества, защитил Британию от набегов саксов и собрал при своём дворе в Камелоте доблестнейших и благороднейших рыцарей Круглого стола, но в конце концов погиб в бою, защищая свой трон от узурпатора.
Хотя многие историки допускают существование исторического прототипа Артура, в целом в научном сообществе он считается мифическим персонажем. Немногочисленные сведения о предполагаемом историческом Артуре почерпнуты из различных источников, в том числе из Анналов Камбрии, Истории бриттов Ненния и трудов древнебританского историка Гильды Премудрого. Имя Артура также встречается в ранних поэтических источниках, таких как Y Gododdin.
Традиционный сюжет легенды об Артуре впервые появляется в XII веке в псевдоисторической хронике Гальфрида Монмутского «История королей Британии». В дальнейшем о подвигах Артура и его рыцарей появились многочисленные легенды и рыцарские романы, в основном касающиеся поисков Святого Грааля и спасения прекрасных дам. В XV веке различные легенды об Артуре обобщил в едином романе «Смерть Артура» Томас Мэлори; его версия легенды стала общепринятой. Эпос о короле Артуре и его рыцарях послужил основой для произведений литературы, живописи, кинематографа и других видов искусства.

## Первоисточники

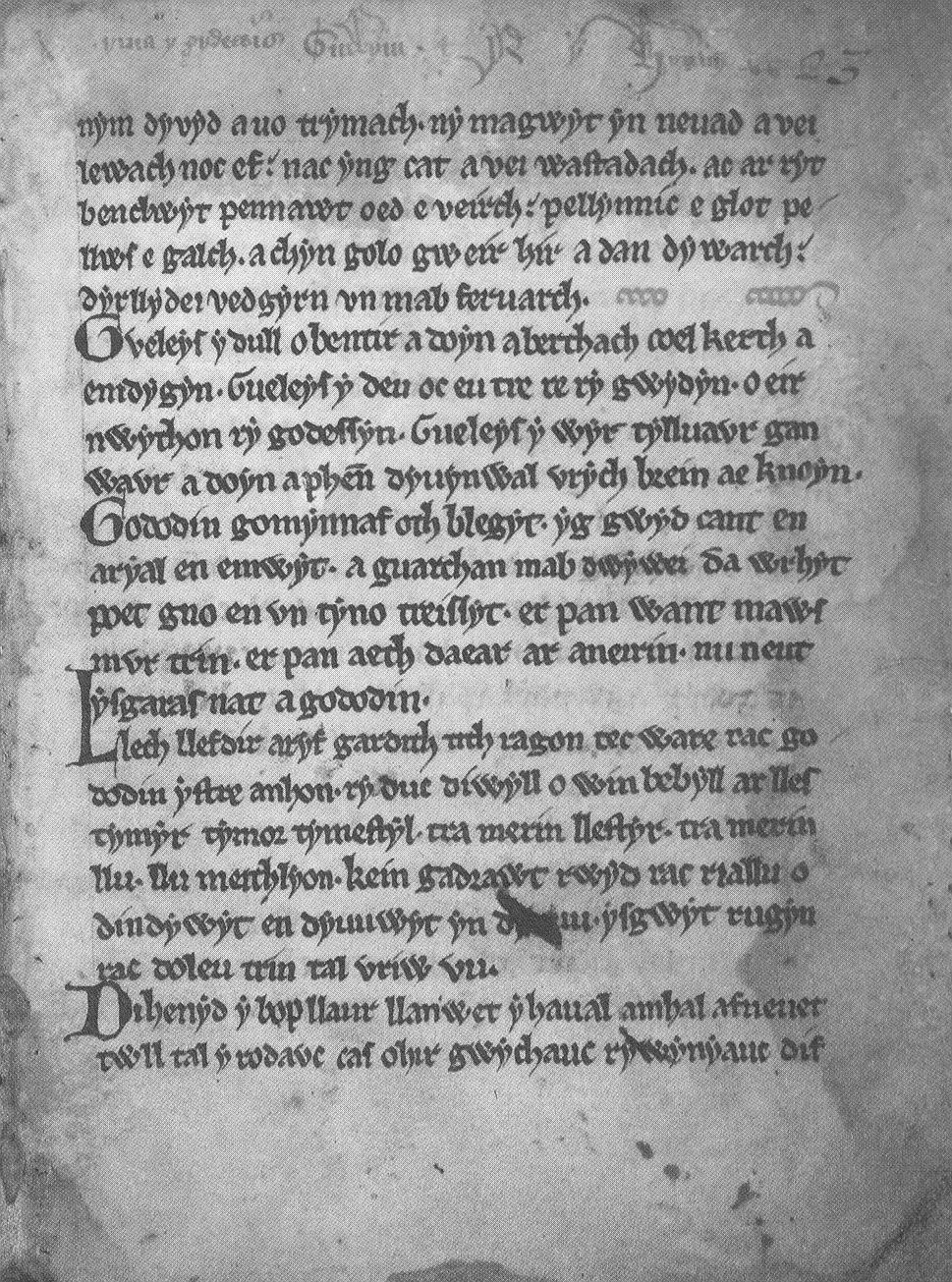
Страница Y Gododdin из рукописи 1275 года

### Поэзия
Первое упоминание имени Артура содержится в валлийской поэме Y Gododdin (англ.), традиционно приписываемой барду Анейрину и датируемой примерно 600 годом. В поэме описывается битва при Катраэте между англосаксами и королями «Древнего Севера» (Yr Hen Ogledd) из рода Койля Старого. В строфе CII, описывая предводителя бриттов, поэт сравнивает его с Артуром.
CII

He thrust beyond three hundred, most bold,

He cut down the centre and far wing.

He proved worthy, leading noble men;

He gave from his herd steeds for winter.

He brought black crows to a fort's

Wall, though he was not Arthur.

He made his strength a refuge,

The front line's bulwark, Gwawrddur.
Другая ранняя валлийская поэма, в которой упоминается Артур — это «Добычи Аннувна» (Preiddeu Annwfn), приписываемая барду Талиесину (VI век н. э.). Поэма посвящена путешествию Артура в Аннун — валлийский потусторонний мир. Точная датировка времени написания поэмы оказалась затруднительной, но лингвистический анализ показал, что современную форму текст принял примерно к 900 году.
Пою благого Сюзерена, Владыку сей страны,

Что власть высокую свою по всей земле простёр.

Мрачна была темница Гвейра, угрюмый Каэр Сиди,

Страшась коварной мести Пуйла и злобы Придери,

Никто на свете до него в неё не проникал.

Тяжёлая синела цепь на шее у него,

Средь воплей Аннуна горькой скорбью напев его звучал,

Но даже там великим бардом сумел остаться он.

Нас было втрое больше тех, что могут сесть в Придвен,

Но только семеро вернуться смогли из Каэр Сиди.

О, я ль не стою громкой славы, и песен и хвалы

За то, что сам четыре раза бывал в Каэр Перидван?

Когда впервые слово правды послышалось в котле?

Когда его своим дыханьем согрели девять дев.

А разве он владыке Аннуна встарь не принадлежал?

По краю этого котла жемчужины блестят.

Он никогда не сварит пищи для труса и лжеца.

Но меч сверкающий над ним взметнётся к небесам

И в крепкой длани Ллеминауга изведает покой.

У тяжеленных врат Уфферна чуть теплится огонь,

Когда мы прибыли с Артуром — вот славный был денёк!

Нас только семеро вернулось домой из Каэр Ведвид!

Я ль не достоин громкой славы, и песен, и хвалы,

Чтоб пели их в Каэр Перидван, на Острове Дверей,

Там, где рассвет и тьма ночная встречаются всегда,

Там, где хозяин дорогим вином поит гостей?!

Нас вышло в море втрое больше тех,что вместит Придвен,

Но только семеро вернулось домой из Каэр Ригор!

Я не позволю славным бардам восторги расточать;

Не зрели подвигов доблести Артура они у Каэр Видир!

На стенах там пять дюжин сотен стояло день и ночь,

И было очень трудно дозорных обмануть.

Ушло с Артуром втрое больше, чем мог вместить Придвен,

Но только семеро вернулись назад из Каэр Колур!

Нет, бездарям я не позволю пустой хвалой бряцать.

Они не видели той сечи и тех, кто бился в ней,

Неведом им тот ясный день, когда родился Гви,

Они не знают, кто его не отпускал в Девви.

Они не видели быка с повязкою на лбу;

Ярмо его — сто сорок ровно ладоней в ширину.

О, много нас ушло с Артуром! Печально вспоминать...

Но только семеро вернулись домой из Каэр Вандви!

Я не позволю петь хвалы трусливым болтунам:

Они не знают дня, когда герой наш в мир пришёл,

Ни часа славного, когда на свет родился он,

Ни среброглавого быка, который был у них.

О, много нас ушло с Артуром на славные дела,

Но только семеро вернулись назад из Каэр Охрен.

### Генеалогия
Родословная Артура предположительно изложена в генеалогии Bonedd yr Arwyr («Происхождение героев») из манускрипта Mostyn MS 117, хранящегося в Национальной библиотеке Уэльса. Рукопись датируется концом XIII века и была записана той же рукой, что и Llyfr Taliesin («Книга Талиесина») и фрагменты Mabinogion в манускрипте Peniarth MS 6.iv. Помимо генеалогий, рукопись содержит летопись Brut y Brenhinedd («Хроники королей»). Генеалогии завершают манускрипт и находятся на 138 и 139 страницах. Артур упоминается в первой ветви в связи с Маэлгоном Гвинедским:
Maelgwn, y gwr a uu petweryd brenhin ar Ynys Prydein gwedy Arthur

Maelgwn, the man who was the fourth king of the Isle of Britain after Arthur

Маэлгон, человек, который был четвёртым королём острова Британия после АртураGenealogies from Mostyn MS. 117
Конкретно генеалогия Артура изложена в пятом и шестом разделах:
5. Arthur m. Vthyr m. Kustenhin m. Kynuawr m. Tutwal m. Moruawr m. Eudaf m. Kadwr m. Kynan m. Karadawc m. Bran m. Llyr lletieith.

Arthur s. Uthyr s. Custenhin s. Cynfawr s. Tudwal s. Morfawr s. Eudaf s. Cadwr s. Kynan s. Caradawg s. Bran s. Llyr Half-speech.

Артур сын Утера, сына Кустеннина, сына Кинфаура, сына Тудвала, сына Морфаура, сына Эудафа, сына Кадора, сына Кинана, сына Карадога, сына Брана, сына Ллира Малоречивого

6. Nonn mam Dewi oed verch y Anna verch Vthyr pendragon. Mam Anna oed verch Eigyr (verch) Anlawd wledic.

Nonn mother of David was the daughter of Anna d. of Uther Pendragon. [Her] mother Anna was the daughter of Eigyr daughter of Lord Anlawd.

Нонн, мать Давида, была дочерью Анны, дочери Утера Пендрагона. Её мать Анна была дочерью Эйгир, дочери Анлода властителя.Genealogies from Mostyn MS. 117

#### Линия Артура
- Утер (валл. Vthyr) — Утер Пендрагон — полулегендарный король бриттов, младший брат Амвросия Аврелиана.
- Кустеннин (валл. Kustenhin) — упоминается в списке королей Думнонии как Константин ап Кономор.
- Кинфаур (валл. Kynuawr), тж. Кинварх — упоминается в списке королей Думнонии как Кинфаур ап Тудвал (валл. Cynfawr ap Tudwal) или Маркус Кинфаур Кономари (корн. Marcus Cynfawr Conomari), родившийся в 395 году, сын короля Тудвала ап Гурфаура и Грацианы верх Вледиг, дочери Магна Максима Максена и Кейндрих верх Рейндих[13].
- Тудвал (валл. Tudwal) — упоминается в числе королей Думнонии как Тудвал ап Гурфаур (валл. Tudwal Ap Gwrfawr), сын короля Гурфаура ап Кадфана, родившийся ок. 375 года[14][15]
- Морфаур (валл. Moruawr) — упоминается в числе королей Думнонии как Гурфаур Морфаур ап Кадфан Гадеон (валл. Gwrfawr Morfawr ap Cadfan Gadeon), сын Кадфана ап Кинана, родившийся около 360 года[16][17]
- Эудаф (валл. Eudaf) — точно не опознаётся; возможно, Эудаф Старый[18].
- Кадор (валл. Kadwr) — не опознаётся, имя переводится как «хранитель»
- Кинан (валл. Kynan), также Конан Мериадок (корн. Conan Meriadoc, валл. Cynan Meiriadog) — полулегендарный король, часто идентифицируется с римским императором-узурпатором Магном Максимом (известным как Максен Вледиг).
- Карадог (валл. Karadawc) — полулегендарный князь Корнуолла, имел реальный прообраз Карадауга, сына короля белгов Кинвелина, потерпевшего поражение от римлян в 49 году н. э.; упоминается в Триадах как один из вождей, противостоявших римлянам (вместе с Касваллауном сыном Бели); одержал множество побед, но из-за предательства Аварви, сына Ллуда, и его дочери Арегведд (отождествлённой с царицей бригантов Картимандуей) он был взят в плен римлянами и убит[19].
- Бран (валл. Bran) — Бран Благословенный (валл. Brân Fendigaidd или валл. Bendigeidfran), имя переводится как «Ворон», — легендарный правитель Британии, несколько раз упоминаемый в Триадах, фигурирует во второй ветви Мабиногион «Бранвен дочь Ллира». Сын Ллира и Пенарддин, брат Бранвен и Манавидана, сводный брат по матери Нисиена и Эфнисиена сыновей Эуросвидда. Согласно Третьей ветви Мабиногион Манавидан похоронил голову Брана на Белом Холме в Лондоне, где теперь стоит Тауэр для того, чтобы и после смерти Бран охранял страну. Согласно Триадам Артур выкопал голову, сказав, что у него самого хватит сил защищать Британию[20]. С этой легендой связывают появление знаменитых воронов Тауэра.
- Ллир Малоречивый (валл. Llyr lletieith) — легендарная фигура валлийской мифологии, отец Брана, Манавидана и Бранвен, муж Пенарддин, дочери Бели Мавра (Великого), легендарного основателя королевских родов Британии. В Триаде 52 он назван одним из трёх великих узников Британии. По легенде он попал в плен к Эуросвинду, который похитил Пенарддин.

Имя Ллира часто связывают с ирландским Лиром — богом моря. Тем не менее Рэйчел Бромвич удалось разыскать два варианта генеалогии самого Ллира:

Llŷr son of Ffaraon son of Dd.(Dandde) son of Mael Dicko son of Kryf son of Dyfnwal Moelmud

Ллир сын Ффараона, сына Дд(Дандде), сына Маэля Дико, сына Крифа, сына Дифноаля Моэльмуда

Llŷr son of Paran son of Kerihir Llyngwyn son of Keidio Bywrmwyn son of Arthan son of Meirion son of Gerient son of Graydiol son of Dyngad son of Albean Tirvad son of Anny son(?) of Galbean

Ллир сын Парана, сына Керихира Ллингуина сына Кейдио Биормоина сына Артана сына Мериона сына Гериента сына Грейдиола сына Дингада сына Альбеана Тирвада сына Анни сына? Гальбеана
перевод:— Bromwich, R. (ed. & trans.) (1961; new edition 1978; reprint 1991; new edition 2006) Trioedd Ynys Prydein: The Welsh Triads University of Wales Press, Cardiff.

#### Линия Св. Давида
- Нонн, мать Давида (валл. Nonn mam Dewi) — имеются в виду святая Нонна и святой Давид Валлийский, исторические лица, жившие в VI веке.
- Анна, дочь Утера Пендрагона (валл. Anna verch Vthyr pendragon) — легендарная сестра Артура, в Триадах фигурирует как Гвиар (валл. Gwyar), мать Гвалкмея (валл. Gwalchmei), более известного под именем Гавейна.
- Эйгир, дочь Анлода — легендарная Игрейн, мать Артура, по «Килух и Ольвен» имела сестру Голейдидд, мать Килуха. В ряде мест её отцом фигурирует Гвен или Кунеда, король Гвинеда.
- Анлод — легендарный князь британцев, сопоставлятся с королём Анблаудом Великим, правившим в 470-х гг. н. э. в южной Англии и потерпевшем поражение от Аэллы, тирана Суссекского[21], имел несколько дочерей и сыновей, среди них Твинведд, мать святого Тивридога, Эйгир — мать Артура, и Голейдидд, мать Килуха. Сыновья перечисляются в «Килух и Олвен» как дядья Артура по матери — Llygatrud Emys, Gwrbothu Hen, Gweir Gwrhyt Ennwir и Gweir Baladir Hir[22].

#### Линия Ллира
Имена первой линии имеют легендарное происхождение:
- Ффараон, сын Дд (Дандде) (англ. Ffaraon son of Dd.(Dandde)) — упоминается вскользь в Мабиногионе, в Lludd and Llevelys, в части, где рассказывается, что король Ллудд захоронил саркофаг с заключёнными в нём драконами в земле Динас Эмрис, которая раньше называлась Динас Ффараон Дандде.
- Дифноаль Моэльмуд (англ. Dyfnwal Moelmud, валл. Dyfnwal Moelmud ap Garbanion) — легендарный король Корнуолла, фигурирует у Гальфрида Монмутского как Dunvallo Molmutius, восстановитель порядка и законодатель после «Войны пяти королей».

### Исторические труды

#### «История бриттов» Ненния
Первая историческая хроника, в которой упоминается Артур — это «История бриттов» (лат. Historia Britonum), написанная на латыни примерно в 800 году валлийским монахом по имени Ненний. Многие учёные считают, что Ненний опирался при создании «Двенадцати битв Артура» на народные предания Уэльса. В ней об Артуре говорится, что он одержал двенадцать побед над саксами, окончательно разгромив их в Битве при горе Бадон.

#### «Анналы Камбрии»
В «Анналах Камбрии» (составлены во второй половине X века, древнейшая рукопись — 1-я треть XII века) некий Артур упоминается в связи с битвой при Бадоне в 516 году и битвой при Камланне в 537 году:
Битва при Камланне, в которой погибли Артур и Медраут
(an. Gueith camlann in qua Arthur et Medraut corruerunt).

Посредством этого или какого-то другого источника эта запись почти дословно попала в испанские Толедские анналы (сер. XII века) и Наваррские хроники (конец XII — начало XIII века):
Сразился король Ситус с Модретом, своим племянником, в Камбленке, эра |Испанская| 580 [542 г. от Р. Х.].

#### «История королей Британии» Гальфрида Монмутского
Первый последовательный рассказ о жизни короля Артура появляется в «Истории королей Британии» (лат. Historia Regum Britanniae), в XII веке написанной Гальфридом Монмутским (англ. Geoffrey of Monmouth). Этот труд объединяет работы Ненния и элементы валлийского фольклора с вкраплениями из более поздних произведений. Именно здесь Артур впервые назван «королём», впервые появляются ныне общеизвестные сюжеты: о зачатии Артура, об измене его жены и о гибели короля от рук его племянника Мордреда. Гальфрид писал об Артуре как о безусловно историческом лице, но достоверность самого его труда вызывает сомнения у историков.

#### Хроника Тисилио
В исторических кругах давно обсуждается вопрос об источниках, которыми пользовался Гальфрид при написании своего труда. Одним из таковых традиционно считается «Хроника Тисилио» (валл. Brut Tysilio). Приписывается хроника авторству епископа и святого Тисилио из Мейфода, сына короля Поуиса Брохвайла Клыкастого, жившего в середине VI века. Наиболее старый и авторитетный список хроники сохранился в собрании Колледжа Иисуса, ныне известный под кодом Jesus MS. LXI. Эта рукопись датируется XV веком и является самой поздней из сохранившихся списков валлийских «Хроник королей», так или иначе связанных с летописью Гальфрида, но вместе с тем и наиболее далёкой от неё. Впервые рукопись была опубликована в оригинале Оуэном Джонсом в 1801 г.; в английском переводе — в 1811 году Питером Робертсом.
Масштабное исследование книги Тисилио было предпринято Петри Флайндерсом, который предположил, что и работа Гальфрида, и рукопись из собрания Колледжа Иисуса восходят к источнику, датируемому не позднее 940 года. В 1995 году английский историк и теолог Билл Купер опубликовал новый перевод «Хроники Тисилио» с предисловием, в котором отстаивает первичность этой летописи по сравнению с книгой Гальфрида. Таким образом, дискуссия по вопросу «Хроники Тисилио» далеко не окончена.
В качестве доводов в пользу первичности «Хроники Тисилио» выдвигаются два весомых аргумента. Первый — все валлийские имена в манускрипте переданы аутентично (даже настолько искажённое Гальфридом имя как Мерлинус, в хронике фигурирует исконно — Мирддин, а не калькой с латинского); второе — последняя фраза рукописи:

Я, Вальтер, архидиакон Ридихена (Оксфорда), перевёл эту книгу с валлийского на латынь. И в старые мои годы я перевёл её во второй раз с латыни на валлийский.
Оригинальный текст (англ.)I, Gwallter, Archdeacon of Rydychen, turned this book from kymraec into lladin. And in my old age I have turned it the second time from ladin into kymraec.
— Peter Roberts, The chronicle of the kings of Britain. Translated from the Welsh copy attributed to Tysilio. London, 1811.
В этом послесловии историки видят Вальтера Оксфордского, друга Гальфрида (возможно, и друга Генриха Хандингтонского, которому последний адресовал письмо «О презрении к миру», находящееся в 8-й книге знаменитой «Historia Anglorum»), который и передал ему валлийскую рукопись, и который не раз упомянут на страницах «Historia Brittonum».

##### Рождение Артура

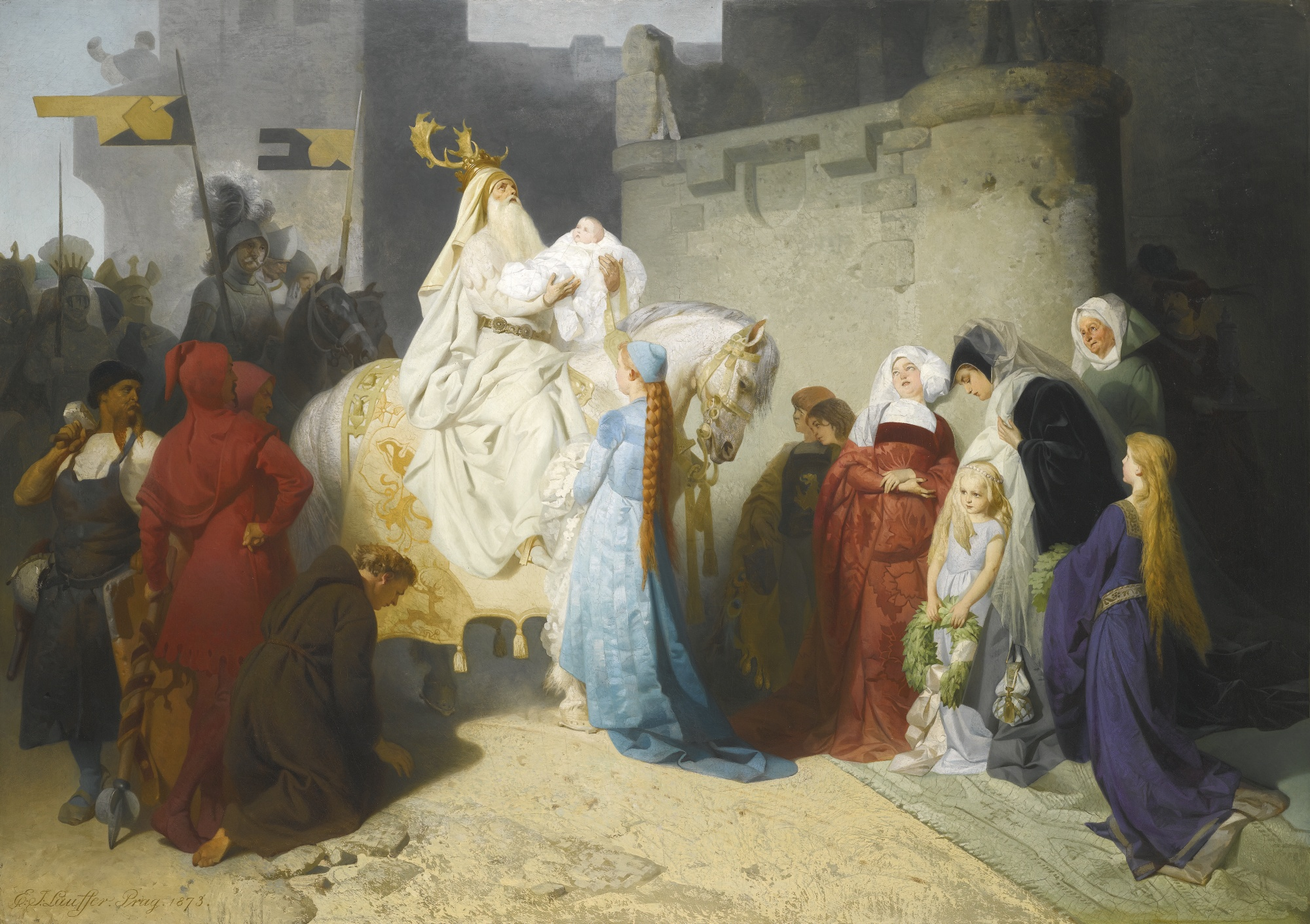
Мерлин предсказывает судьбу Артура. Эмиль Лауфер, около 1900

Согласно хронике, при дворе король Утер увидел Эйгир, жену Горлоиса, и безумно влюбился. Горлоис заметил страсть короля и поспешил отбыть от двора. Утер отправил следом посла с требованием вернуться и угрозами кар за неповиновение. Но Горлоис проигнорировал угрозы и заперся в прибрежных замках. Эйгир он оставил в неприступном Тиндагол, а сам встал в Тинболте, поджидая Утера. Король быстро собрал войско и выдвинулся на войну против Горлоиса. Он рассеял войско Горлоиса и осадил замки. Не в силах выжидать долго, Утер обратился к Ульфину каэр Градаук и поведал ему о своей страсти. Тот сказал, что штурмовать замки из-за этого безумие, посоветовал обратиться к Мирддину (Мерлину) и рассказать ему всё. Мирддин сказал, что если Утер хочет заполучить Эйгир, то должен принять образ Горлоиса, сам Мирддин примет вид любимого сквайра Горлоиса Брителя, а Ульфина он обратит в Медафа Тиндагольского, тогда втроём они проникнут в замок. Так они и поступили. Подойдя к замку, они объявили, что прибыл Горлоис, и привратник пропустил их. Войдя к Эйгир, Утер сказал, что соскучился по жене и решил, оставив войско, провести ночь с нею. Тем временем войска Утера, оставшись без руководства, решили самовольно пойти на штурм Тинболта и, проявив напор, взяли замок. Во время штурма пал Горлоис. Его люди отправили посыльного к Эйгир с известием о трагедии. Утер, находившийся у Эйгир под видом Горлоиса, рассмеялся и сказал, что волноваться не о чём и он жив. Наутро он отбыл к своим войскам. Узнав подробности штурма, он огорчился из-за гибели Горлоиса, но был удовлетворён временем, проведённым с Эйгир. С этого дня он продолжил сожительство с Эйгир, от которой родились Артур и Анна. Артура отняли у матери и отдали Мирддину на воспитание, как и обещал Утер.

##### Воцарение Артура
Через много лет принцы англосаксов Окта и Азаф, узнав о болезни Утера, призвали германцев и объявили ему войну. Но Утер, призвав на помощь Ллеу ап Кинмарха, за которого выдал Анну, разбил англосаксов. Тогда они решили отравить Утера. Узнав, что он пьёт воду только из колодца близ Веруламиума, саксы отравили колодец. Кроме Утера умерло много придворных, пивших ту же воду. Утера похоронили в пределах Кольца Гигантов, где до этого был похоронен Эмрис Вледиг (Амвросий Аврелиан). Тем временем в Британии высадились войска германцев под предводительством Колгрима. Вожди бриттов собрали экстренный совет, для решения вопроса о престолонаследии. На совете было решено передать корону Артуру, которому исполнилось всего 15 лет. Дубриций, архиепископ Каерлеона, провозгласил Артура королём.

##### Битвы Артура
Среди битв Артура описываются:

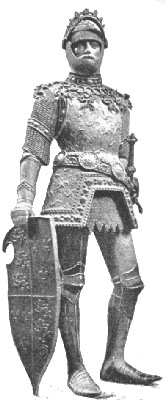
Статуя короля Артура из Кенотафа Максимилиана I в судебной церкви Инсбрука, скульптор Петер Вишер по эскизу Альбрехта Дюрера. Статуя одета в немецкий доспех начала XV века, являющийся анахронизмом

- Битва против англосаксов Колгрима, скоттов и пиктов при реке Дуглас.
- Битва против Балдулфа и Цедрика при Эборакуме.
- Осада саксов в Каледонском лесу. Описывается, что Артур выстроил вокруг лагеря саксов стену из дубов рубленных тут же. Трёхдневная осада вынудила саксов сдаться и пообещать вернуться в Германию. Но слова они не сдержали и с побережья свернули на Каер Виллав.
- Битва Артура и его племянника Хоела, сына сестры Амвросия из Арморики, против Цедрика при Алклуде.
- Битва против скоттов и Гиломори Ирландского близ озера Ллимоной.
- Битва против Гиломори в Ирландии. Гиломори признал поражение и согласился платить дань, следом за ним согласились платить дань Артуру Долдаф, король скоттов и Гвиннвас Оркнейский.
- Битва против англосаксов при горе Бадон.
- После 12 мирных лет Артур вмешивается в войну за престолонаследие в Придине. По мнению У. Купера, Гальфрид неверно перевёл Prydyn как Норвегия. Он считает, что Prydyn или Llychlyn — королевство, существовавшее на берегах Лох Ломонда[31]. После смерти Ассихлима, короля Придина, ему должен был наследовать племянник Ллеу сын Кинварха и зять Артура, но народ избрал королём Рикульффа. Артур разбил Рикульффа и передал корону Ллеу.
- Битва Артура против Фроло, префекта Галлии на Сене.

##### Гибель Артура
После победы над Фроло к Артуру прибыл посол от императора Льва с требованием дани и угрозой войны. Артур отказался давать ему дань. Война завершилась поражением императора. В ходе битвы погиб рыцарь Артура Кай. После битвы Артур узнаёт, что Медрод (в другом варианте — Мордред), сын его сестры Анны, которого он оставил наместником, узурпировал корону и взял супругу Артура Гвенвифар в жены. Артур собрал войско и выступил против Мордреда. В ходе кровопролитной битвы на реке Камлан Артур убил племянника, но и сам получил смертельную рану. Умирая, он попросил сэра Бедивера бросить меч Экскалибур в озеро. Он был вывезен прямо из битвы на Авалон для излечения.

#### «Хроника королей Англии» Уильяма Мальмсберийского
Современник Гальфрида Монмутского — Уильям Мальмсберийский — не сомневался в существовании Артура, но отнёсся к нему весьма осмотрительно, посвятив ему в своём обширном труде «Хроника королей Англии» (англ. Chronicle of the kings of England) всего несколько строк на пару с Амвросием Аврелианом, повторяя Гильду и Ненния:

Амвросий, единственный выживший из римлян, который стал королём после Вортигерна, подавил самонадеянных варваров с мощной помощью воинственного Артура. Это тот Артур, о котором британцы наивно рассказывают множество сказок, даже в наши дни, человек, безусловно, достойный прославления, не только из-за пустых фантазий, но ради истинной истории. Он долго поддерживал тонущее государство, и побуждал сломленный дух своих соотечественников к войне. Наконец в сражении у горы Бадон, положившись на образ Святой Девы, который он прикрепил к своим доспехам, он вступил в бой с девятью сотнями врагов в одиночку и рассеял их с невероятной жестокостью.
Оригинальный текст (англ.)Ambrosius, the sole survivor of the Romans, who became monarch after Vortigern, quelled the presumptuous barbarians by the powerful aid of warlike Arthur. It is of this Arthur that the Britons fondly tell so many fables, even to the present day; a man worthy to be celebrated, not by idle fictions, but by authentic history. He long upheld the sinking state, and roused the broken spirit of his countrymen to war. Finally, at the siege of Mount Badon, relying on an image of the Virgin, which he had affixed to his armour, he engaged nine hindered of the enemy, single-handed, and dispersed them with incredible slaughter.
— William of Malmesbury's Chronicle Kings of England.
Далее Уильям касается Артура, рассказывая о находке могилы Олвен. Тут он подробнее останавливается на личности Артура, но опять он только племянник великого Амвросия:

В это время в провинции Уэльса, называемой Рос, была найдена гробница Олвен, благородной племянницы Артура; он, самый прославленный рыцарь, управлял частью Британии всё ещё именуемой Уолверт, но был изгнан из своего королевства братом и племянником Хенгиста (о котором я рассказывал в первой книге), хотя им и пришлось дорого заплатить за его изгнание. Он по праву разделяет вместе со своим дядей славу за спасение на протяжении долгих лет своей гибнущей страны. Гробница Артура никогда не была найдена, по этой причине старинные баллады измышляют, что он ещё должен вернуться. Но могила другого (Амвросия?), как я полагаю, была найдена во время короля Вильгельма, на морском берегу, четырнадцатью шагов длиной; там, как рассказывают некоторые, он был ранен врагами, и потерпел кораблекрушение; другие говорят, что он был убит подданными во время общественных зрелищ. Правда, следовательно, туманна; хотя никто из этих людей не оказался ниже той славы, которую они приобрели.
Оригинальный текст (англ.)At that time, in a province of Wales, called Ros, was found the sepulchre of Walwin, the noble nephew of Arthur; he reigned, a most renowned knight, in that part of Britain which is still named Walwerth; but was driven from his kingdom by the brother and nephew of Hengist, (of whom I have spoken in my first book,) though not without first making them pay dearly for his expulsion. He deservedly shared, with his uncle, the praise of retarding, for many years, the calamity of his falling country. The sepulchre of Arthur is no where to be seen, whence ancient ballads fable that he is still to come. But the tomb of the other, as I have suggested, was found in the time of king Wilham, on the sea-coast, fourteen feet long: there, as some relate, he was wounded by his enemies, and suffered shipwreck; others say, he was killed by his subjects at a public entertainment.
The truth consequently is doubtful; though neither of these men was inferior to the reputation they have acquired.

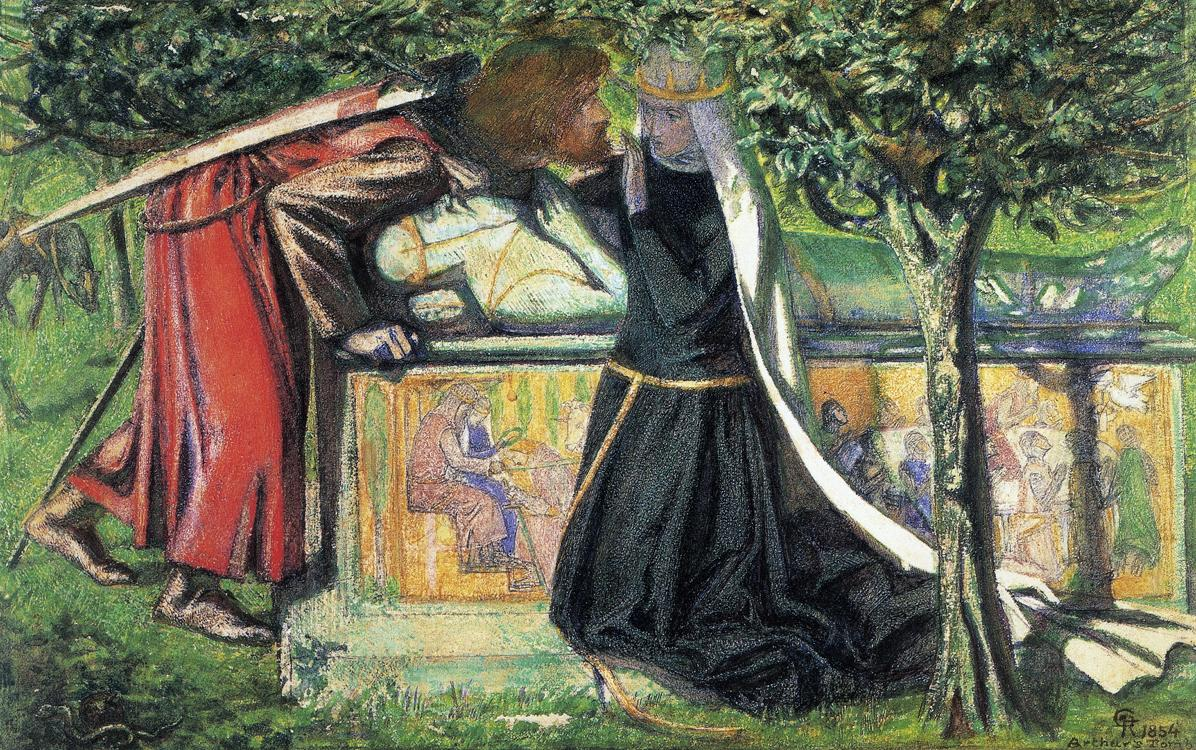
Ланцелот и Гвиневра у могилы Артура, Данте Габриэль Россетти. 1855

— William of Malmesbury's Chronicle Kings of England.

#### «Чудеса Святой Марии Ланской» Германа Турнейского
Фламандский хронист и агиограф XII века Герман Турнейский в своих «Чудесах Св. Марии Ланской» (лат. Miracula Sanctae Mariae Laudunensis, 1142—1147) описывает паломничество в Англию, предпринятое в 1113 году девятью пикардийскими канониками с целью сбора средств для восстановления кафедрального собора в Лане, сожжённого в ходе народных волнений. В ходе своего путешествия, рассказ о котором изобилует описаниями чудес, клирики посетили «землю Артура» (лат. terram Arturi) в Дартмурских болотах, где местные жители продемонстрировали им «трон Артура» (лат. cathedram Arturi) и «печь Артура» (лат. furnum Arturi). Современные исследователи отождествляют с последними мегалитические сооружения, в том числе гранитный тор Крокерн в Дартмурском национальном парке, «зал Артура» в урочище Бодмин-Мур, или же расположенное к северу от последнего городище железного века Варбстоу-Бери. Также Герман Турнейский рассказывает, что когда один из служителей паломников рискнул усомниться в существовании легендарного короля, житель Бодмина вступил с ним в спор, заявив, что «король Артур не умер, поскольку бретонцы имеют обыкновение выступать против французов от его имени», а после того как поддержанные местным духовенством благочестивые странники попытались уверить народ в обратном, в городе едва не началось возмущение. Упоминание Германом факта бытования в начале XII века в Корнуолле народных поверий в то, что легендарный король выжил, по сути, является первым в средневековой литературе.

#### «Эпитома истории Британии»
Менее подробное изложение истории Артура находится в анонимной хронике монаха из Лландаффа «Epitome of the history of Britain» (лат. Epitome Historiae Britanniae), сохранившейся в собрании манускриптов Коттона. Манускрипт MS British Library Cotton Titus D. XXII датируется второй половиной XIV века. Автор отбросил большинство легендарных эпизодов Гальфрида, но дополнил некоторыми подробностями (очевидно, из монастырских хроник). Так, он сообщает, что Артур был коронован в 506 году; Дурбиций, короновавший Артура, был архиепископом Лландоффа (города церквей), а не Каэрлеона (города легионов), как у Гальфрида. Далее, в отличие от Гальфрида, который отправил Артура сразу на войну, хронист сообщает, что молодой король начал правление с грандиозного пира в Каэрлеоне, на который собрал знать королевства, измотанного войнами и междоусобицами. Всех явившихся Артур наделил землями, и тем приобрёл много сторонников. Затем указывается, что Артур правил 36 лет. В конце концов, он потерпел поражение от своего сына Мордреда и перед смертью оставил трон Константину, сыну Кадора Корнуольского. Сам же отправился в Авалон, что ныне Гластонбери.

#### «Житие святого Караннога»
Легенда о встрече валлийского святого Караннога и короля Артура описывается в созданном в Бретани анонимным автором рубежа XI и XII веков «Житие святого Караннога» (лат. Vita Sancti Carantoci). Эта легенда интересна тем, что её сюжет не встречается в других произведениях и источниках артуровского цикла — святой Каранног помогает королю Артуру одолеть змея (дракона), делая это не силой, но усмирив и изгнав монстра. За это король Артур его одаривает землёй под постройку монастыря. Считается, что этот монастырь располагался на территории современного Кархемптона, в Сомерсете. Также легенда приводит следующее описание образа самого короля Артура: «вооружён он трёхгранной дубиной, а тело его защищал щит, покрытый львиной шкурой». Помимо прочего, в легенде упоминается исторический персонаж, король Кадви (Кадо), владевший землями вокруг Данстера.

### Легендарная и куртуазная литература

#### Мабиногион и Триады
Наиболее древними легендарными источниками об Артуре, его роде, и героях Артурианы считаются так называемые «Триады острова Британия» валл. Trioedd Ynys Prydain — поэтические трёхстишия, рассказывающие о чертах того или иного персонажа. Сохранились общим числом 96 трёхстиший в составе «Четырёх древних книг Уэльса». Наиболее древние из трёхстиший датируются досаксонским периодом.
Другим важным источником для легенд об Артуре явился сборник валлийских легенд — Мабиногион. Так или иначе с Артуром связаны практически все персонажи сборника. Наиболее старой частью сборника считается «Килух и Олвен». Романтические герои повести отодвигаются на второй план, уступая главную роль в истории Артуру — племенному вождю и грозному военачальнику. Другая часть цикла, в которой активно участвует Артур, — «Сон Робанави», где он предстаёт уже феодалом-сеньором; эта часть полна фантастических элементов.

#### Поэтические хроники Роберта Васа и Лайамона

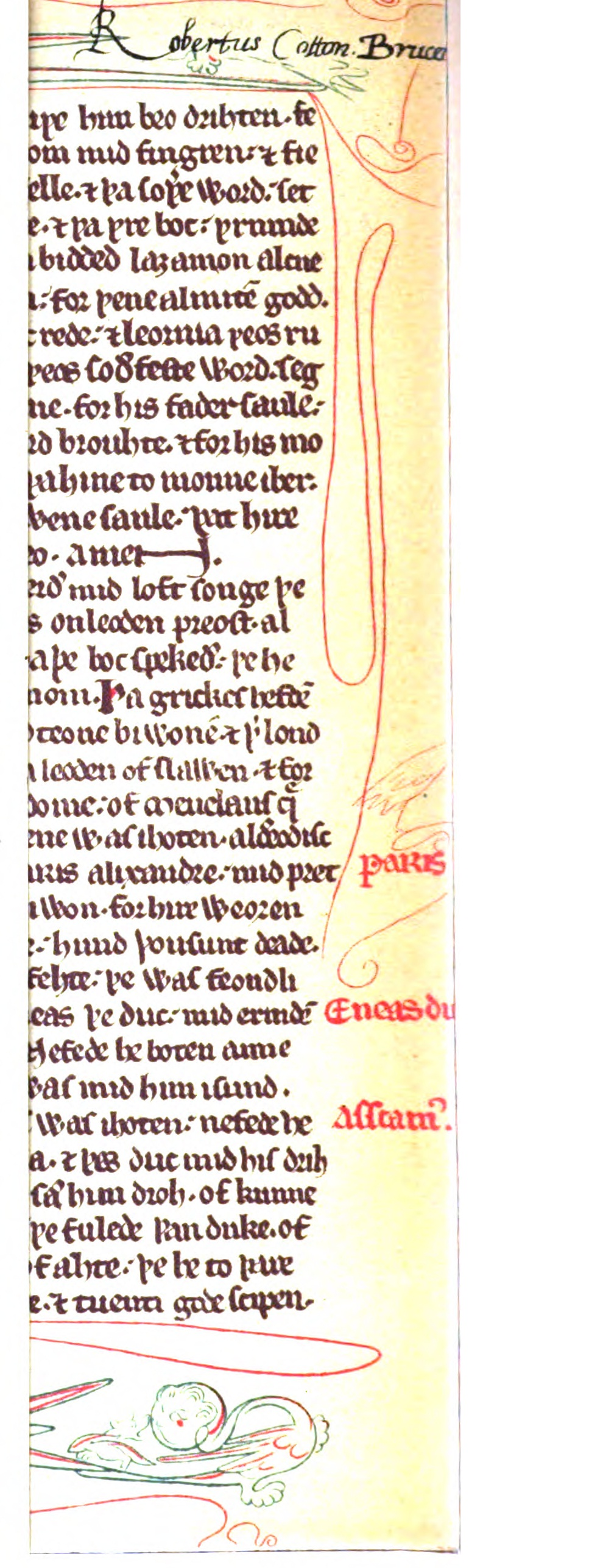
Фотография страницы Layamon’s Brut из собрания Коттона

Поэтические хроники Роберта Васа и Лайамона появились практически одновременно с работой Гальфрида Монмутского. Влияние последней на летопись Роберта Васа «Estorie des Bretons» и через неё на «Layamon’s Brut» признаётся всеми исследователями.
Роберт Вас, родом из Джерси, составил свою хронику около 1150 года либо на основе работы самого Гальфрида, либо на базе не сохранившегося её перевода на нормандский язык, выполненный Джеффри Гаймаром. Поэтическая хроника Роберта Васа составляет 15 300 строк. Следуя канве хроники Гальфрида, Роберт Вас дополняет историю об Артуре первым сообщением о Круглом столе, здесь же меч Артура впервые получает имя Экскалибур (Эскалибур).

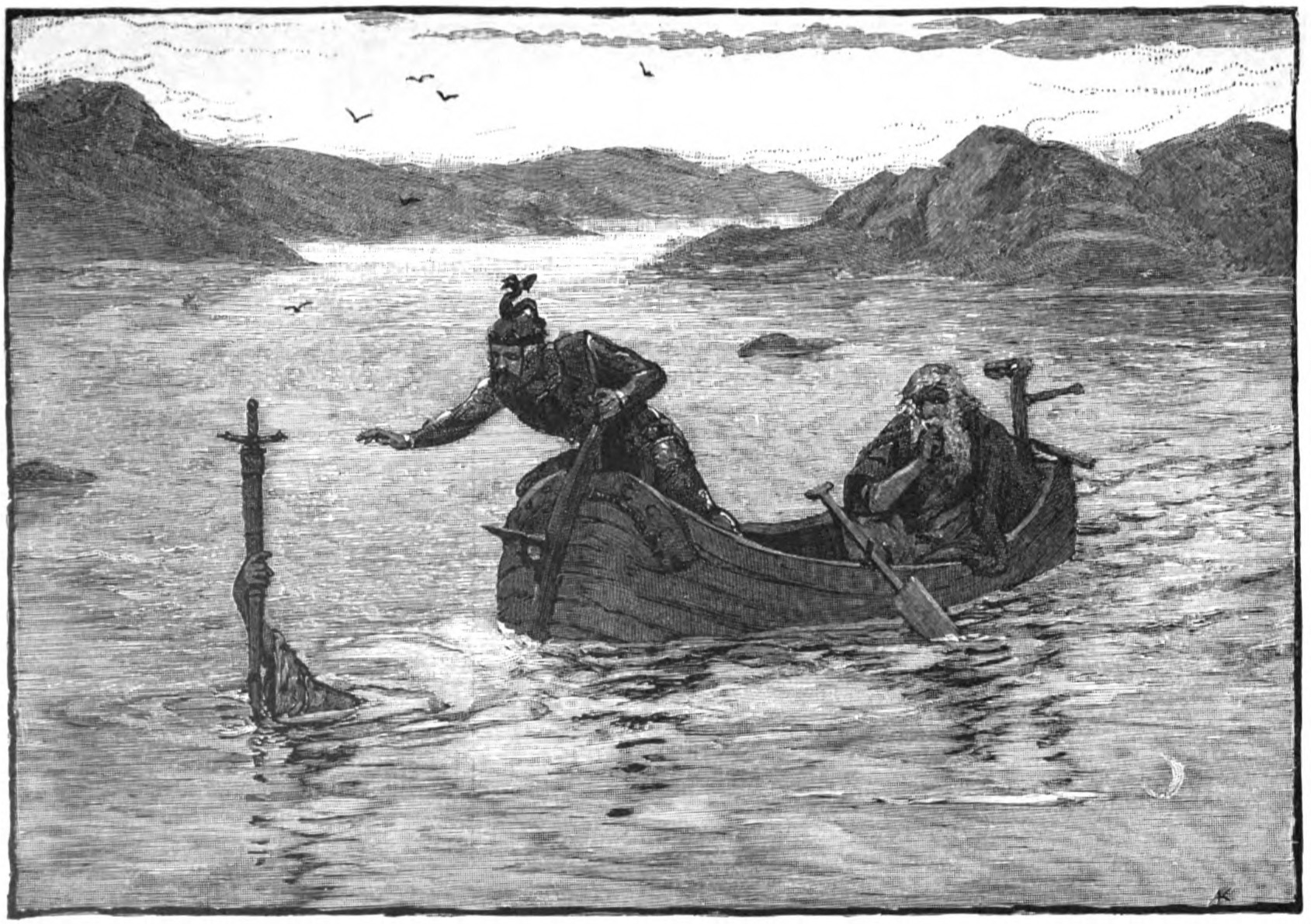
Леди Озера вручает Экскалибур, Альфред Каппес. 1880

О Лайамоне, сыне Леовената, известно лишь то, что он был священником церкви в Эрнлей близ Рэдстоуна на берегу Северна. По признанию самого Лайамона, при работе над своей хроникой он пользовался летописью Беды, не дошедшей до нас книгой святого Альбина (или, по другой версии, Остина) и историей Васа, которую последний преподнёс королеве Алиеноре Аквитанской. «Layamon’s Brut» значительно шире летописи Васа и состоит из 32 250 строк. До настоящего времени в полном объёме хроника сохранилась в рукописях собрания Коттона под кодами MS. Cott. Caligula A ix (начало XIII века, текст написан на маленьких листочках, что затруднило разбор рукописи) и MS. Cott. Otho C. xiii (период правления Генриха Третьего, написан на полноразмерных листах, но сильно повреждён огнём — потеряно до 10 % текста).
Дополнения, которые сделал Лайамон в своей хронике, по сравнению с «Estorie des Bretons» Роберта Васа, касаемо Артура и его семьи (в скобках страницы V—II или V—III издания Layamonts Brut or Chronicle of Britain a potencial semi-saxon paraphrase of the Brute of Wace, London. 1847):
- изложение истории Константа, короля-монаха, брата Утера (V—II, стр. 222);
- повесть об Аппасе и его стремлении убить Амвросия (стр. 317—324);
- переговоры между Утером и Ульфином и поиски последним Мерлина (стр. 362—369);
- любопытные басни о роли эльфов в рождении Артура и в перевозке его после смерти на Авалон, резиденцию их королевы Арганты (V—II стр. 384, V—III стр. 114);
- послание Артура британцам и его выборы королём (стр. 408—412);
- волнующие подробности битвы Артура с Колгримом, совет Маурина Артуру о том, как обмануть Бальдольфа, замечание о замке Килдрика в Линкольншире, битва в Каледонском лесу (стр. 419—444);
- поэтическое описание охоты на лису и представление Килдрика Артуру (стр. 446—454);
- забавное описание появления датчан в Линкольншире и их попытки построить мост на берег Артура, соединяя бревна золотыми нитями (стр. 456);
- описание доспехов Артура — кольчуги, сделанной эльфийским кузнецом Вигаром, шлема Госвита, копья, выкованного Гриффином (стр. 463, 576);
- длинное поэтическое изложение путешествия Килдрика на Авалон и битвы Артура с Колгримом, поражение и гибель Килдрика (стр. 469—485).
- представление Гилломара, короля Ирландии, и Аелкуса, короля Исландии, Артуру стр. 515—520);
- интересные подробности создания Круглого Стола (стр. 531—542);
- длинный интересный рассказ о битве Артура с Фроллом, королём франков (стр. 571—580);
- подробности битвы Артура с великаном на горе св. Михаила, последующая битва с Луцием, и гибельный исход вражды с Мордредом (V—III стр. 34, 103, 142).

Дату написания хроники точно установить не удалось, как и время жизни автора; с достаточной достоверностью можно определить лишь то, что работа была создана в период между 1155 и 1200 гг.

#### Формирование Артурианы
В средние века об Артуре писали такие авторы куртуазных романов, как Кретьен де Труа (XII в.), Вольфрам фон Эшенбах (XII в.), и анонимные авторы Вульгатского цикла (XIII в.). Их произведения, основанные на устном европейском фольклоре, были уже безусловным вымыслом. Большинство из них использовали королевство Артура как сеттинг для подвигов новых героев-рыцарей — Гавейна, Ланселота, Галахада, Персиваля и пр.; а сам Артур отодвигался на второй план. (Аналогичную роль в русских былинах играл князь Владимир Красное Солнышко).
Окончательно закрепил образ Артура в литературе и массовом сознании сэр Томас Мэлори (XV в.) в своём масштабном эпосе «Смерть Артура», в котором он объединил и литературно оформил все самые распространённые легенды об Артуре и рыцарях Круглого стола. Именно книга Мэлори является основным источником для всей последующей «Артурианы».

## Сюжет легенды
Рисунки  Н. К. Уайета. 1922
Сюжет легенды в общих чертах остаётся неизменным со времен Гальфрида Монмутского, хотя отдельные детали отличаются у разных авторов. (Ниже излагается по «Смерти Артура» Мэлори).

### Рождение Артура
Артур — сын короля Британии Утера Пендрагона. Утер воспылал любовью к прекрасной Игрэйне, жене старого герцога Горлоиса из замка Тинтагель. Чтобы провести с ней ночь, король попросил волшебника Мерлина придать ему облик герцога Горлоиса. В качестве платы Мерлин потребовал отдать ему младенца на воспитание, когда тот родится. После убийства герцога Утер взял его вдову в жёны, таким образом, узаконив сына. Мерлин наложил на мальчика чары, придав силу и отвагу. Затем чародей отдал Артура на воспитание старому рыцарю сэру Эктору. Через несколько лет Утера отравили приближённые, и страна погрузилась в безвластие и междоусобицу.

### Артур становится королём
Спустя двадцать лет Мерлин и епископ Кентерберийский в Лондоне представили собравшимся рыцарям «меч в камне» (меч лежал на каменной плите, способной плавать по воде, и был придавлен сверху наковальней; в поздней литературе он превратился в меч, воткнутый в камень); на камне была надпись: «Кто вытащит сей меч из-под наковальни, тот и есть по праву рождения король над всей землёй английской». Ни один из королей и баронов не смог извлечь меча. Его случайно вынул юный Артур, который искал меч своему названому старшему брату — сэру Кею. Мерлин раскрыл юноше тайну его происхождения и провозгласил Артура королём. Однако правители удельных королевств, метившие на трон Утера, отказались его признать и пошли на юного Артура войной. Призвав на помощь заморских королей-полководцев Бана и Борса, Артур отстоял свой трон и начал править.
Артур сделал своей столицей город Камелот и собрал за одним столом лучших рыцарей мира. Чтобы между ними не было раздоров из-за высоких и низких мест, Мерлин подарил королю Круглый Стол. Артур женился на прекрасной Гвиневре, дочери короля Лодегранса, но их брак был бездетным.
После того, как Меч-из-Камня сломался в поединке Артура с сэром Пелинором, Мерлин пообещал молодому королю новый чудо-меч. Его выковали эльфы озера Вателин, и Владычица Озера вручила меч Артуру с условием: обнажать только во имя правого дела и вернуть ей, когда придёт срок. Меч, названный Экскалибур, разил без промаха, а его ножны защищали лучше любой брони.

### Измена королевы и начало войны
80

…Три Неверных Жены Острова Британии:

три дочери Калвануйда Британского:

Эссилт Прекрасноволосая [любовница Тристана],

и Пенарван [жена Овайна, сына Уриена],

и Бин [жена Фламдуйна].

И одна была более неверной, чем эти три:

это Гвенуйфар, жена Артура,

так как она опозорила лучшего человека,

чем любая [из трёх других].
Однажды Гвиневру во время прогулки похитил негодяй Мелегант. Ланселот, один из лучших рыцарей Круглого Стола, не дожидаясь подмоги, ворвался в замок Мелеганта, освободил королеву и прикончил злодея. Между ним и спасённой дамой вспыхнул роман, и Гвиневра изменила мужу.
Об этом узнал коварный Мордред, племянник (и, по слухам, незаконный сын) Артура. Он доложил королю об измене. Артур послал Мордреда с отрядом арестовать Ланселота и Гвиневру. Королеве грозила казнь на костре за её прегрешение, но Ланселот освободил королеву из-под стражи, заодно по ошибке убив безоружных племянников короля Гарета Белоручку и Гахериса. Ланселот и Гвиневра бежали за море, Артур отправился за ними в погоню, оставив наместником Мордреда. Воспользовавшись случаем, коварный бастард узурпировал власть и провозгласил себя королём. Попытавшийся навести порядок сэр Гавейн был убит.

### Смерть Артура
Узнав о смуте в Британии, Артур вернулся из-за моря. Войска короля и самозванца встретились на Каммланском поле для переговоров. Но во время встречи змея укусила одного из рыцарей, и он выхватил меч, что стало сигналом для атаки обеим сторонам. В грандиозной битве, разразившейся в Каммлане, погибло всё воинство Британии. Предатель Мордред пал, пронзённый копьём Артура, но и сам смертельно ранил короля.
Умирающий король попросил сэра Бедивера вернуть меч Экскалибур Владычице Озера. Затем его самого увезли на лодке на остров Авалон печальные леди под предводительством младшей сестры Морганы, Моргиатты (в других вариантах легенды — самой Морганы, раскаявшейся в своих проступках). По преданию (похожему на пророчество о Втором Пришествии), Артур дремлет на Авалоне в ожидании дня великой нужды, когда он воспрянет ото сна, чтобы спасти Британию.

## Семейное дерево
|          |          |          |          |          |          |       |       |             |             |             |             |             |             |  |  |            |            | г. Горлойс | г. Горлойс | г. Горлойс | г. Горлойс | г. Горлойс | г. Горлойс |         |         |         |         |         |         |  |  |                   |                   |                   |                   | Игрэйна           | Игрэйна           | Игрэйна | Игрэйна | Игрэйна  | Игрэйна  |          |          |          |          |  |  |              |              |              |              | к. Утер Пендрагон | к. Утер Пендрагон | к. Утер Пендрагон | к. Утер Пендрагон | к. Утер Пендрагон | к. Утер Пендрагон |          |          | к. Лодегранс | к. Лодегранс | к. Лодегранс | к. Лодегранс | к. Лодегранс | к. Лодегранс |  |  |  |  |  |  |
|          |          |          |          |          |          |       |       |             |             |             |             |             |             |  |  |            |            | г. Горлойс | г. Горлойс | г. Горлойс | г. Горлойс | г. Горлойс | г. Горлойс |         |         |         |         |         |         |  |  |                   |                   |                   |                   | Игрэйна           | Игрэйна           | Игрэйна | Игрэйна | Игрэйна  | Игрэйна  |          |          |          |          |  |  |              |              |              |              | к. Утер Пендрагон | к. Утер Пендрагон | к. Утер Пендрагон | к. Утер Пендрагон | к. Утер Пендрагон | к. Утер Пендрагон |          |          | к. Лодегранс | к. Лодегранс | к. Лодегранс | к. Лодегранс | к. Лодегранс | к. Лодегранс |  |  |  |  |  |  |
|          |          |          |          |          |          |       |       |             |             |             |             |             |             |  |  |            |            |            |            |            |            |            |            |         |         |         |         |         |         |  |  |                   |                   |                   |                   |                   |                   |         |         |          |          |          |          |          |          |  |  |              |              |              |              |                   |                   |                   |                   |                   |                   |          |          |              |              |              |              |              |              |  |  |  |  |  |  |
|          |          |          |          |          |          |       |       |             |             |             |             |             |             |  |  |            |            |            |            |            |            |            |            |         |         |         |         |         |         |  |  |                   |                   |                   |                   |                   |                   |         |         |          |          |          |          |          |          |  |  |              |              |              |              |                   |                   |                   |                   |                   |                   |          |          |              |              |              |              |              |              |  |  |  |  |  |  |
| к. Уриен | к. Уриен | к. Уриен | к. Уриен | к. Уриен | к. Уриен |       |       | Фея Моргана | Фея Моргана | Фея Моргана | Фея Моргана | Фея Моргана | Фея Моргана |  |  | к. Нантрес | к. Нантрес | к. Нантрес | к. Нантрес | к. Нантрес | к. Нантрес |            |            | Элейн   | Элейн   | Элейн   | Элейн   | Элейн   | Элейн   |  |  | к. Лот Оркнейский | к. Лот Оркнейский | к. Лот Оркнейский | к. Лот Оркнейский | к. Лот Оркнейский | к. Лот Оркнейский |         |         | Моргауза | Моргауза | Моргауза | Моргауза | Моргауза | Моргауза |  |  | Король Артур | Король Артур | Король Артур | Король Артур | Король Артур      | Король Артур      |                   |                   |                   |                   |          |          | Гвиневра     | Гвиневра     | Гвиневра     | Гвиневра     | Гвиневра     | Гвиневра     |  |  |  |  |  |  |
| к. Уриен | к. Уриен | к. Уриен | к. Уриен | к. Уриен | к. Уриен |       |       | Фея Моргана | Фея Моргана | Фея Моргана | Фея Моргана | Фея Моргана | Фея Моргана |  |  | к. Нантрес | к. Нантрес | к. Нантрес | к. Нантрес | к. Нантрес | к. Нантрес |            |            | Элейн   | Элейн   | Элейн   | Элейн   | Элейн   | Элейн   |  |  | к. Лот Оркнейский | к. Лот Оркнейский | к. Лот Оркнейский | к. Лот Оркнейский | к. Лот Оркнейский | к. Лот Оркнейский |         |         | Моргауза | Моргауза | Моргауза | Моргауза | Моргауза | Моргауза |  |  | Король Артур | Король Артур | Король Артур | Король Артур | Король Артур      | Король Артур      |                   |                   |                   |                   |          |          | Гвиневра     | Гвиневра     | Гвиневра     | Гвиневра     | Гвиневра     | Гвиневра     |  |  |  |  |  |  |
|          |          |          |          |          |          |       |       |             |             |             |             |             |             |  |  |            |            |            |            |            |            |            |            |         |         |         |         |         |         |  |  |                   |                   |                   |                   |                   |                   |         |         |          |          |          |          |          |          |  |  |              |              |              |              |                   |                   |                   |                   |                   |                   |          |          |              |              |              |              |              |              |  |  |  |  |  |  |
|          |          |          |          | Ивейн    | Ивейн    | Ивейн | Ивейн | Ивейн       | Ивейн       |             |             |             |             |  |  |            |            |            |            |            |            |            |            |         |         |         |         |         |         |  |  |                   |                   |                   |                   |                   |                   |         |         |          |          |          |          |          |          |  |  |              |              |              |              |                   |                   |                   |                   |                   |                   | г. Санам | г. Санам | г. Санам     | г. Санам     | г. Санам     | г. Санам     |              |              |  |  |  |  |  |  |
|          |          |          |          | Ивейн    | Ивейн    | Ивейн | Ивейн | Ивейн       | Ивейн       |             |             |             |             |  |  |            |            |            |            |            |            |            |            |         |         |         |         |         |         |  |  |                   |                   |                   |                   |                   |                   |         |         |          |          |          |          |          |          |  |  |              |              |              |              |                   |                   |                   |                   |                   |                   | г. Санам | г. Санам | г. Санам     | г. Санам     | г. Санам     | г. Санам     |              |              |  |  |  |  |  |  |
|          |          |          |          |          |          |       |       |             |             |             |             |             |             |  |  | Гавейн     | Гавейн     | Гавейн     | Гавейн     | Гавейн     | Гавейн     |            |            | Гахерис | Гахерис | Гахерис | Гахерис | Гахерис | Гахерис |  |  | Агравейн          | Агравейн          | Агравейн          | Агравейн          | Агравейн          | Агравейн          |         |         | Гарет    | Гарет    | Гарет    | Гарет    | Гарет    | Гарет    |  |  |              |              |              |              |                   |                   |                   |                   |                   |                   |          |          |              |              |              |              |              |              |  |  |  |  |  |  |
|          |          |          |          |          |          |       |       |             |             |             |             |             |             |  |  | Гавейн     | Гавейн     | Гавейн     | Гавейн     | Гавейн     | Гавейн     |            |            | Гахерис | Гахерис | Гахерис | Гахерис | Гахерис | Гахерис |  |  | Агравейн          | Агравейн          | Агравейн          | Агравейн          | Агравейн          | Агравейн          |         |         | Гарет    | Гарет    | Гарет    | Гарет    | Гарет    | Гарет    |  |  |              |              |              |              |                   |                   |                   |                   | Лионора           |                   |          |          |              |              |              |              |              |              |  |  |  |  |  |  |
|          |          |          |          |          |          |       |       |             |             |             |             |             |             |  |  |            |            |            |            |            |            |            |            |         |         |         |         |         |         |  |  |                   |                   |                   |                   |                   |                   |         |         |          |          |          |          |          |          |  |  |              |              |              |              |                   |                   |                   |                   |                   |                   |          |          |              |              |              |              |              |              |  |  |  |  |  |  |
|          |          |          |          |          |          |       |       |             |             |             |             |             |             |  |  |            |            |            |            |            |            |            |            |         |         |         |         |         |         |  |  |                   |                   |                   |                   |                   |                   |         |         |          |          |          |          | Мордред  |          |  |  |              |              |              |              |                   |                   |                   |                   |                   |                   |          |          |              |              |              |              |              |              |  |  |  |  |  |  |
|          |          |          |          |          |          |       |       |             |             |             |             |             |             |  |  |            |            |            |            |            |            |            |            |         |         |         |         |         |         |  |  |                   |                   |                   |                   |                   |                   |         |         |          |          |          |          |          |          |  |  |              |              |              |              | Борр              |                   |                   |                   |                   |                   |          |          |              |              |              |              |              |              |  |  |  |  |  |  |

- г. — герцог
- к. — король

## Историчность

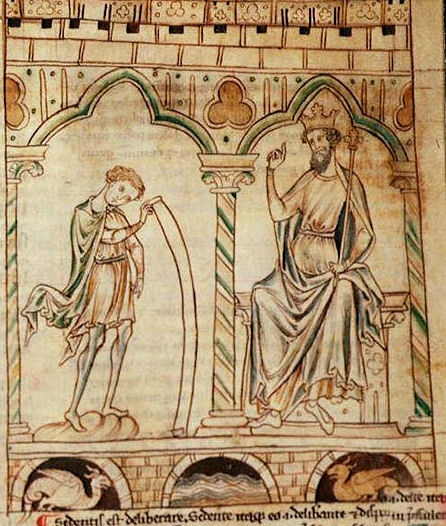
Иллюстрация к рукописи «Истории королей Британии» Гальфрида Монмутского. 1250—70 год

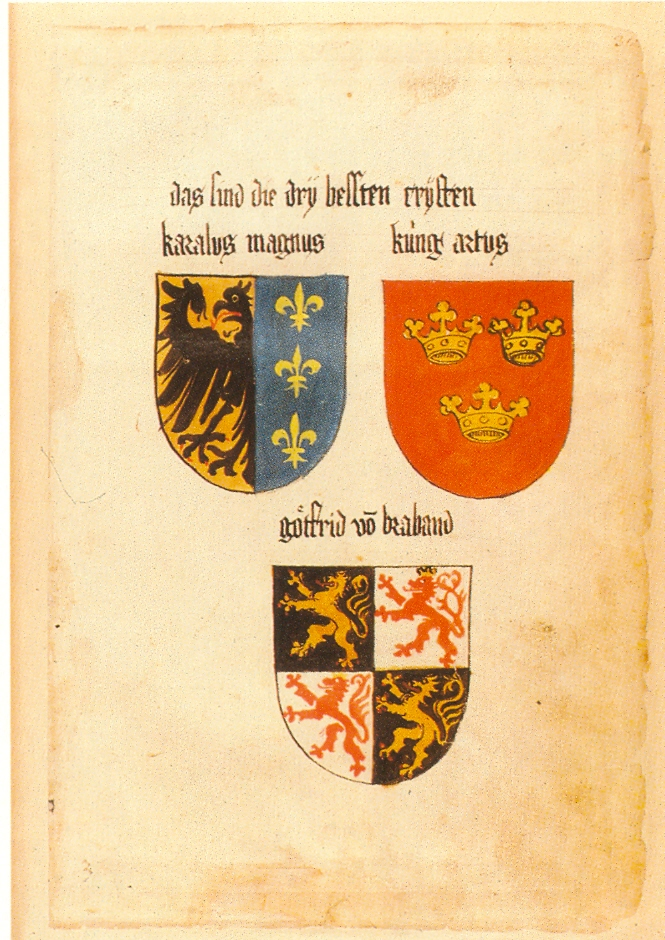
Гербы Карла Великого, Короля Артура и Годфрида Бульонского из Кодекса Ингерама. 1459 год

Исторический Артур, видимо, являлся «dux bellorum» — вождём или военачальником кельтского племени бриттов, населявшего нынешние Англию и Уэльс, и жил в начале VI в. В этот период высокоразвитая и крещёная кельтская Британия переживала разрушительное нашествие варварского племени саксов с материка. Вторжение в итоге закончилось к VIII в. уничтожением бриттской культуры и полным завоеванием саксами южной части острова, которая по сей день заселена в основном англосаксами. Однако именно в начале VI в. продвижение саксов на запад на время приостановилось. Это, по мнению многих исследователей, может служить доказательством реальности побед Артура над саксами. Об объединении всей Британии и прилегающих островов, как о том гласят легенды, впрочем, речи идти не может.

### Имя
Древнейшее упоминание Артура (Arthur) по имени содержится в валлийской поэме «Y Gododdin» (VII в.) — про одного из героев говорится, что он проявил доблесть в битве, «хоть он был и не Артур». Больше об Артуре поэма ничего не говорит.
Происхождение имени «Артур» остается предметом споров. Наиболее широко распространенная этимология происходит от римского nomen gentile (фамильного имени) Artorius. Само это имя имеет спорную этимологию, возможно, мессапского или этрусского происхождения .
Лингвист Стефан Циммер предполагает, что имя Artorius могло иметь кельтское происхождение, будучи латинизацией гипотетического *Artorījos, в свою очередь, происходящего от более старого патронима *Arto-rīg-ios, что означает «сын медведя/воина-короля». Былое существование подобного патронима не подтверждено, но корень *arto-rīg, «медведь/воин-король», является источником древнеирландского личного имени Artrí. Некоего «медведя» (лат. ursus) упоминает и бриттский автор VI в. Гильда в своём труде «О погибели Британии», хотя и без всякой связи с битвой при Бадоне. Известно, что король Дал Риады Айдан Вероломный (ум. 608) назвал Артуром одного из своих сыновей.
Другое часто предлагаемое происхождение слова от валлийского arth «медведь» + (g)wr «человек» (ранее *Arto-uiros на общебриттском языке) не принимается современными учеными по фонологическим и орфографическим причинам.
Есть также версия, что это искажённое др.-греч. Ἀρκτοῦρος «Арктур», буквально «страж Медведицы» — название самой яркой звезды в созвездии Волопаса, рядом с Большой Медведицей. В форме «Арктур» (лат. Arcturus Uterii filius) имя употреблено в книге XVI века «История Шотландии» («Rerum Scoticarum Historia») Джорджа Бьюкенена.

### Битвы Артура
Битве при горе Бадон предшествовали ещё одиннадцать побед:
1. первая — в устье реки Глейн (англ. Glein), по Кембриджской рукописи Гильды у границы Девона, но возможно идентифицировать реку как Глем (англ. Glem) в Линкольншире или Глен (Глен) в Нортумберлэнде;
2. вторая, третья, четвёртая и пятая — битвы на реке Дуглас (англ. Duglas) в Линнуисе идентифицируется с рекой Доуглас (Dowglas) в Ланкашире.
3. шестая — в Бассасе (англ. Bassas); Т. Гейл[англ.] определил топоним как Бостон, но, вероятнее, это Бэстфорд[англ.] в Стэфордшире;
4. седьмая — в Каледонском лесу (валл. Catcoit Celidon, англ. wood of Caledon); по Кембриджскому манускрипту Гильды, битва произошла в Корнуолле (лат. Cornubiae), но по манускрипту Гильды из Коттонской библиотеки дело было в Линкольншире;
5. восьмая — у замка Гвиннион (англ. Gunnion);
6. девятая в городе — Легион (англ. Legion), «по-британски называемый Каэрлеун (валл. Kaerleun)», идентифицируется как Каэрлеон-на-Уске (Caerleon-upon-Usk) или Каэр-Легион-на-Ди (англ. Caer-Legion upon Dee), современный Вестчестер;
7. десятая — на реке Риброит (англ. Ribroit, валл. Rhydrhwyd);
8. одиннадцатая — у горы Агнед Кат-Регонион (валл. Agned Cath-Regonion). По манускрипту Гильды Коттона место идентифицируется как Кат-Брегион в Сомерсетшире.

Главная заслуга Артура, согласно летописям — победа над саксами в битве при горе Бадон. Эту битву упоминают и Гильда, говоря о победе Амвросия, и Беда Достопочтенный, (относит к 493 г.), не говоря, однако, кто командовал в ней. Ненний (IX в.) впервые называет полководца кельтов Артуром. Анналы Камбрии (X в.) тоже упоминают победу Артура под Бадоном, датируя её 516 годом, а также упоминают, что они с «Медраутом» (Мордредом) погибли в битве под Камланном в 537 году. Архиепископ Джеймс Ашер Армагский, основываясь на данных Матвея Вестминстерского, определил год Бадонской битвы как 520. Какие места в средние века назывались «горой Бадон» и «Камланном», учёные достоверно не установили. По наиболее распространённой версии, Бадон — это Баннесдоун вблизи Бата. Однако Ритсон сомневается в этой версии ссылаясь на Гильду, который указал, что битва произошла недалеко от устья Северна («prope Sabrinæ ostium»).

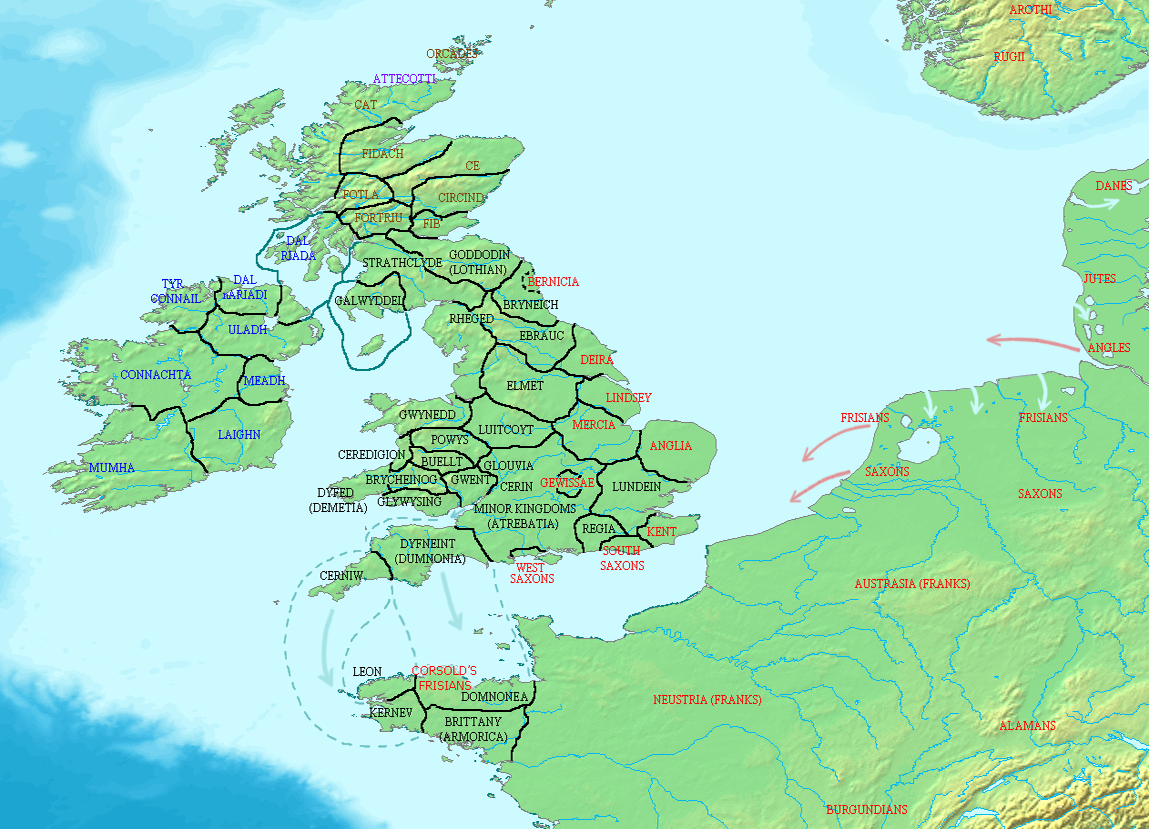
География Британских островов в 500 году

Согласно Неннию, под Бадоном Артур уничтожил девятьсот шестьдесят саксонских рыцарей. Сражаясь против язычников, он носил на доспехах образ Девы Марии. Рассказывая о битве при Бадоне, Уильям Мальмсберийский не указывает о том, что Артур перебил саксов, а только рассеял.

### Прототипы
Многие исследователи склоняются к мысли, что Артур как отдельная личность не существовал, а имя Артура было приписано какому-либо реальному лицу, известному в традиционной истории под другим именем. Среди возможных прототипов Артура назывались следующие мифологические и исторические персоналии:
- Артур, один из сыновей Немеда который сражался против фоморов.
- Артайус, галльский бог земледелия, которого римляне отождествляли с Меркурием. У бриттов Артайус превратился в Артура.
- Луций Арторий Каст (лат. Lucius Artorius Castus) (ок. середины-конца II века или начала-середины III века), римский военачальник, возглавлявший вспомогательное кавалерийское подразделение VI Победоносного легиона. Его имя, «Арториус», созвучно имени «Артур». что и послужило основанием для версии. Однако сам Луций Арторий жил на триста с лишним лет раньше Артура — в конце II в., в правление императоров Марка Аврелия и Коммода, и не имел дела с саксами. Несмотря на столь слабую связь Луция Артория с Артуром, эта версия достаточно популярна благодаря фильму «Король Артур» 2004 года.
- Риотам (лат. Riothamus), кельтский король, правивший Бретанью или Арморикой в V веке — несколько раньше «эпохи Артура». Его жизнь известна по Византийской хронике Иордана. По мнению некоторых исследователей, биография Риотама местами похожа на истории об Артуре.
- Амвросий Аврелиан (лат. Ambrosius Aurelianus), Верховный король Британии, римско-бриттский полководец, как и Артур, давший серьёзный отпор саксам. Аврелиан жил в середине V в. — раньше, чем предполагаемый промежуток жизни Артура, его подвиги упоминаются как произошедшие до битвы при горе Бадон. Он фигурирует почти во всех источниках, связанных с Артуром: упоминается у Гильды[57], Беды[62], и Ненния (последний смешивает его с Мерлином)[24], у Гальфрида Монмутского Амвросий Аврелиан — дядя Артура, брат и предшественник на королевском престоле Утера Пендрагона. Уильям Мальмсберийский считает Артура наследником Амвросия Аврелиана.
- Артуир мак Айдан (гэльск. Artuir mac Áedáin), гэльский полководец, сын Айдана, короля Дал Риада, сражавшийся против пиктов и погибший в 582 году — чуть позже предполагаемой «эпохи Артура». Возможно, именно его упоминает поэма Y Gododdin, так как королевство Гододин расположено по соседству с Дал Риата. Артуир так и не стал королём, а погиб до вступления на престол[1][2].
- Артуис ап Масгвид, принц королевства Элмет, умер в 540 году, что интересно — в этот год отмечаются массовые смерти других правителей Британии, что связывает эти события с легендарной битвой при Камланне. Являлся потомком Койлхена.
- Артуис ап Мор, король Пеннинов (470—500) был современником Амвросия Аврелиана, участвовал в войнах против пиктов и саксов. Являлся потомком Койлхена.
- Кадваладр ап Мейрхион, правитель Мейрионидда примерно в 480—500 гг. Его имя можно перевести как «Предводитель войска» и он жил в предполагаемое время жизни Артура[68].
- Оуайн Белозубый, правитель Росза (ок. 470—517), был братом Кадваллона Гвинедского и имел сношение с его женой от которой родился Майлгун, который и убил своего «отца» в 520 году.
- Кинлас Рыжий, правитель Росза (517 — ок. 540), сын Оуайна Росзского и единокровный брат Майлгуна, от руки которого был убит также как и отец.
- Гартнарт I, король пиктов, который правил с 529 по 536 год[69]. Правивший после него Кэйлтрам в этом случае ассоциируется с Сэром Кеем из легенд.
- Атруис ап Меуриг, правитель Гвента.
- Артуир Педраг, правитель Диведа.

### Археологические находки
Самая известная археологическая находка — так называемая «Могила Артура». В 1191 году при ремонте аббатства в Гластонбери была обнаружена могила мужчины и женщины, на которой якобы было высечено имя короля Артура. Могила была обновлена в мраморе и долгие годы оставалась объектом паломничества со всей Британии. Монастырь был разогнан в 1539 году, и от него остались только руины. Могила не сохранилась, хотя её предполагаемое место помечено табличкой для туристов.
Замок Тинтагель, место рождения Артура — действительно существовавшее историческое место. В культурных слоях, относящихся как раз к VI в., найден камень (т. н. «камень Артура») с надписью на латыни «Отец Коль сотворил это, Артугну, потомок Коля, сотворил это» («Paternus Colus avi ficit, Artognou Coli ficit»; согласно археологу Гордону Мэйхену, часть букв пропущена, и оригинальная надпись означала «Артугну воздвиг этот камень в память своего праотца Коля»). Камень долгое время использовался как крышка канализационного люка и надпись на нём была обнаружена совсем недавно. Это единственный реально имеющийся артефакт, на котором присутствует надпись имени «Артур».

## В массовой культуре
Полный список книг, фильмов и иных произведений о короле Артуре смотрите в статье Артуриана

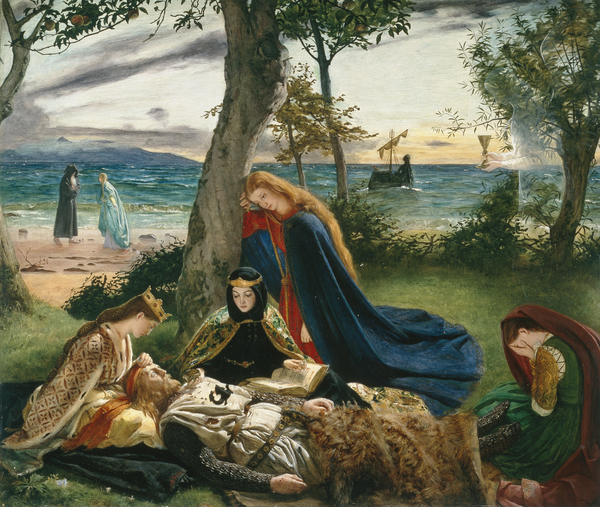
Смерть короля Артура, Джеймс Арчер, 1860

Для Британии Артуровский цикл послужил таким же национальным эпосом, как «Эдды» для Скандинавии, «Песнь о Нибелунгах» и «Беовульф» для Германии, Калевала для Финляндии, Киевские и Новгородские былины для Руси. Несмотря на то, что Артур — герой бриттского (кельтского) эпоса, и сражался с предками нынешних англичан, он прочно вошёл и в английскую культуру. Джон Толкин даже считал, что бриттский Артур вытеснил англосаксонских героев и в результате лишил англосаксов собственного национального эпоса:
Есть эпос греческий и кельтский, романский, германский, скандинавский и финский (последний произвёл на меня сильнейшее впечатление); но ровным счётом ничего английского, кроме дешёвых изданий народных сказок. Разумеется, был и есть обширный артуровский мир, но при всей его величественности, он ассоциируется с почвой Британии, но не Англии; и не заменяет того, чего, на мой взгляд, недостаёт.

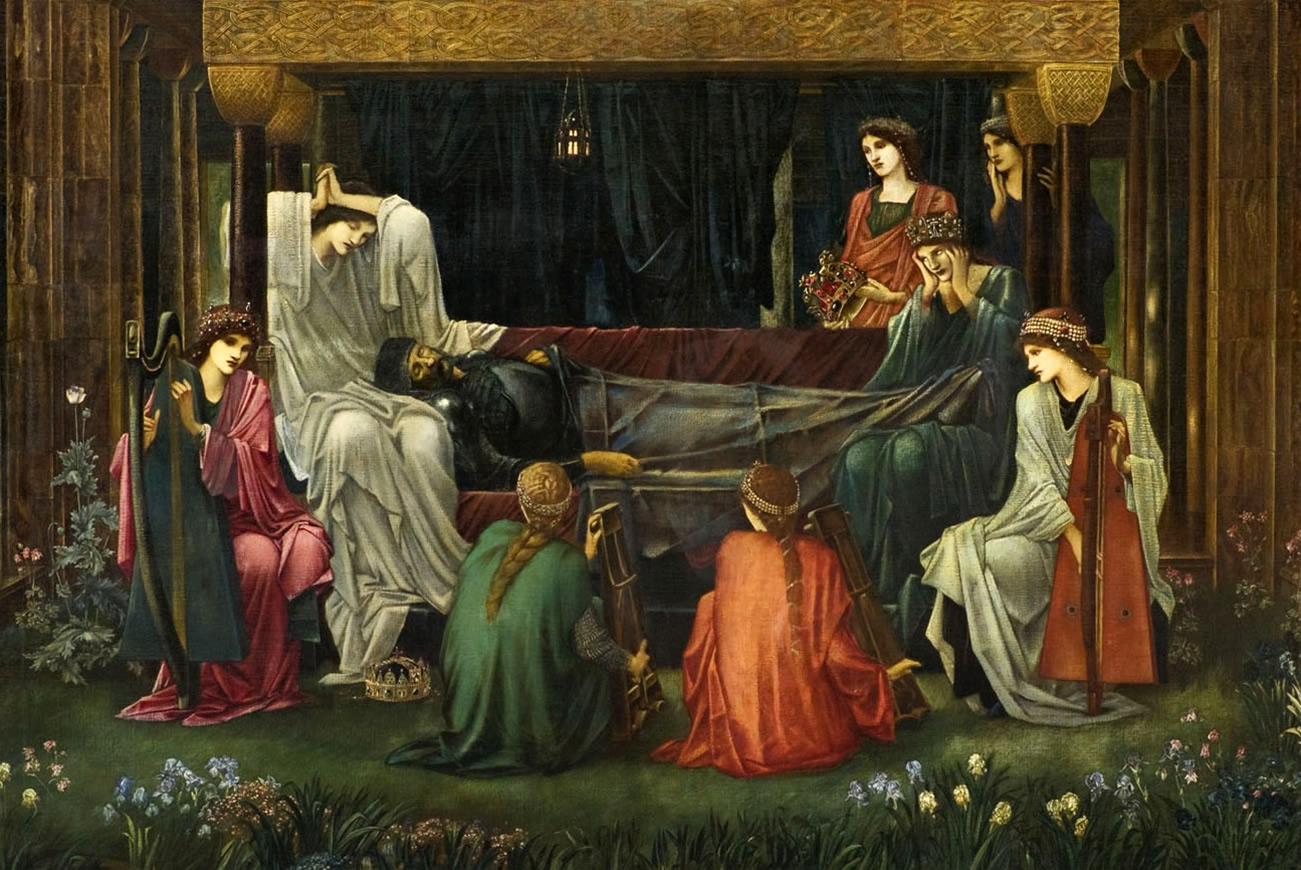
Последний сон Артура. Эдвард Бёрн-Джонс, 1898

В бесчисленных рыцарских романах, начиная со средних веков и по XXI век, Артур фигурирует как главный положительный герой. Наиболее популярные мотивы — начало правления Артура с извлечением меча из камня и его трагический финал с гибелью от руки собственного сына. Артура представляют как идеального справедливого короля и доблестного рыцаря.
К образу Артура обращались Марк Твен, Альфред Теннисон, Теренс Хэнбери Уайт, Мэри Стюарт, Мэрион Зиммер Брэдли, Стивен Лохед. Кроме того, Артуровский эпос оказал огромное влияние на развитие литературы в жанре фэнтези, в частности, на произведения Джона Р. Р. Толкина (он также перевёл на современный английский поэму о сэре Гавейне), Клайва С. Льюиса (он даже провёл ночь в замке Тинтагель), Анджея Сапковского, Стивена Кинга. По утверждению Сапковского, вся литература фэнтези так или иначе происходит от Артуровского эпоса.

### Литература

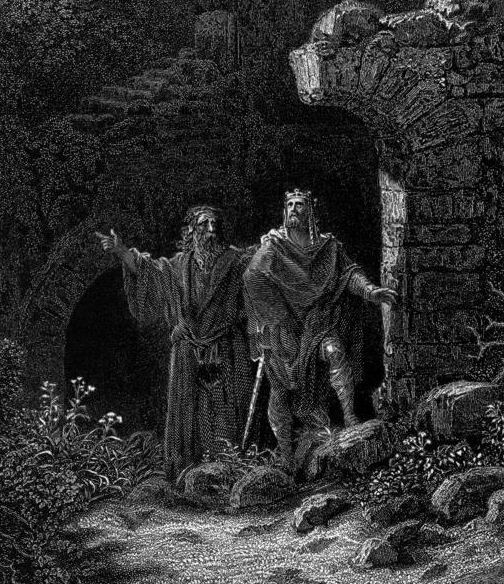
Иллюстрация Густава Доре к поэме Теннисона

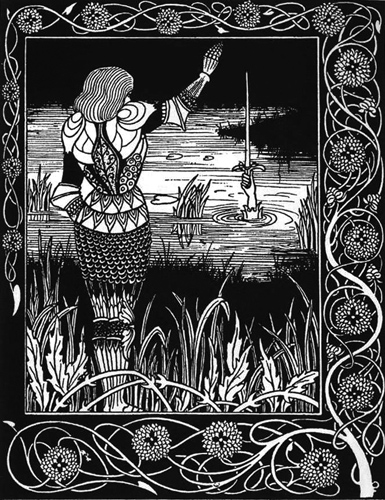
Рыцарь Бедивер возвращает Экскалибур Леди Озера. Гравюра Обри Бэрдсли, 1894

### Кинематограф
По мотивам легенд о короле Артуре снято несколько десятков фильмов. Первым считается немой фильм 1904 года «Парсифаль». Если ранние фильмы более-менее точно следовали сюжетам легенд, то, начиная с 1980-х—1990-х годов преобладают вольные интерпретации, в которых зачастую от артурианы остаются только имена и названия.
- «Парсифаль» (1904)
- «Приключения сэра Галахада» (1949)
- «Рыцари круглого стола» (1953; США). Режиссёр — Ричард Торп, в роли Артура — Мел Феррер.
- «Принц Вэлиант» (1954)
- «Саксы захватывают трон» (1963)
- «Меч в камне» (1963), мультфильм студии Disney по одноимённой книге Уайта о детстве Артура.
- «Ланселот и Гвиневра» (1963)
- «Камелот» (1967), экранизация одноимённого мюзикла, в роли Артура — Ричард Харрис.
- «Ланселот Озёрный» (1974), режиссёр — Робер Брессон.
- «Монти Пайтон и Священный Грааль» (1975) — пародия на артуриану.
- «Экскалибур» (1981). Режиссёр — Джон Бурмен, в роли Артура — Найджел Терри. Считается одной из наиболее точных экранизаций легенды.
- «Легенда о сэре Гавейне и Зелёном рыцаре» (1984), в роли короля — Тревор Ховард.
- «Король Артур» (1985). В роли Артура — Малкольм Макдауэлл.
- «Новые приключения янки при дворе короля Артура. Фантазии на тему Марка Твена» (1988), советский кинофильм Киностудии имени А. Довженко, по мотивам повести Марка Твена «Янки из Коннектикута при дворе короля Артура». Режиссёр — Виктор Гресь. В роли короля Артура и Мерлина — Альберт Филозов.
- «Приключения янки при дворе короля Артура» (1995), экранизация одноимённой книги Марка Твена. Режиссёр — Ральф Л. Томас, в роли Артура — Ник Манкузо.
- «Первый рыцарь» (1995), вольная интерпретация истории Ланселота. В роли Артура — Шон Коннери.
- «Волшебный меч: В поисках Камелота» (1998), мультфильм студии Warner Bros.
- «Рыцарь Камелота» (1998) — фильм, снятый по мотивам «Янки из Коннектикута при дворе короля Артура» Марка Твена. Режиссёр — Роджер Янг, в роли Артура — Майкл Йорк.
- «Король Артур» (2004). Фильм снят по мотивам спорной гипотезы, которая объединяет Артура с жившим тремя веками ранее римским легионером Луцием Арторием Кастом. В роли Артура — Клайв Оуэн.
- «Последний легион» (2007): Юный Артур появляется в конце фильма, главный герой которого — его отец Утер. В фильме Экскалибур отождествляется с Мечом в камне, а Амвросий Аврелиан с Мерлином.
- «Школа Авалон», фильм из цикла «Оригинальное кино» канала «Дисней», рассказывающий историю реинкарнации короля Артура в современном мире.
- «Меч короля Артура» (2017), фильм режиссёра Гая Ричи, в роли Артура — Чарли Ханнэм. Фильм снят по очень отдалённым мотивам легенд, Артур в нём — вожак банды разбойников из Лондиниума и сражается за трон с королём Вортигерном.
- «Трансформеры: Последний Рыцарь» (2017) — во вступительной сцене появляются Артур (Лиам Гэрригани) и его рыцари.
- «Хеллбой» (2019), в роли Артура — Марк Стэнли
- «Артур и Мерлин: Рыцари Камелота» (2020), в роли Артура — Ричард Шорт.

### Телевидение
- Мини-сериал «Великий Мерлин» (1998) — мини-сериал, пересказывающий события легенды с точки зрения Мерлина. В роли Артура — Пол Керран.
- Мини-сериал «Туманы Авалона» (2001) — экранизация одноимённой книги Мэрион Зиммер Брэдли, пересказывающая события легенды с точки зрения Морганы. В роли Артура — Эдвард Аттертон.
- Телесериал «Мерлин» (2008), производства компании BBC. В роли Артура — Бредли Джеймс.
- Телесериал «Камелот» (2011) канала Starz. В роли Артура — Джейми Кэмпбелл Бауэр.
- В аниме-сериалах Fate/stay night и Fate/Zero Артур появляется в качестве вызванного магами слуги Сэйбер. Во вселенной этих сериалов Артур оказывается женщиной Артурией Пендрагон, которая, сумев вытащить Меч в Камне, была вынуждена править Британией под мужским именем[79].
- В сериале «Однажды в сказке» король Артур появляется в 5 сезоне. В роли Артура Лиам Гарриган[англ.].
- В мюзикле «La Légende du roi Arthur[фр.]» (2015). В роли Артура Флоран Мот[80].
- Телесериал «Зимний король» (2023). В роли Артура — Иэн Де Кэскер.

### Пародии, сатира
Чрезмерно благородный и положительный образ Артура и его рыцарей приелся многим авторам, и уже начиная с XIX века стал объектом пародий, шуток и использования в серьёзной сатире.
- Американский сатирик Марк Твен поместил в эпоху короля Артура своего современника, янки XIX в. по имени Хэнк Морган. В повести «Янки из Коннектикута при дворе короля Артура» (1889) через призму фантастики высмеиваются патриархальная старомодность рыцарских романов и современное Твену буржуазное общество. Артур, его рыцари и волшебник Мерлин предстают в книге наивными и суеверными людьми далёкого прошлого, которых Хэнк легко обводит вокруг пальца, становясь одним из лидеров бриттского государства и пытаясь ускорить его прогресс. Книга Твена вызвала множество подражаний, породив жанр хронофантастики, её экранизировали более десяти раз.
- Другая известная пародия на Артуриану — фильм «Монти Пайтон и Святой Грааль», представляющий собой набор комических скетчей на тему Артура, средневековья и рыцарей. Позднее по мотивам этого фильма был поставлен мюзикл «Спамалот».
- Король Артур — один из основных персонажей трилогии М. Г. Успенского «Приключения Жихаря» (1995—1998), один из побратимов заглавного героя, который не только придумал имя безымянному в начале действия принцу (Яр-Тур), но и предложил будущему королю идею Круглого стола. По версии Успенского, проникновение идей феминизма и политкорректности в королевство Артура разрушает братство Круглого стола и губит самого короля. Чтобы вернуть себе любовь Джиневры, Артур по совету Мерлина принимает облик странствующего рыцаря Ланселота. Под предлогом защиты королевской чести Мордред вызывает мнимого Ланселота на поединок, в котором гибнут оба (волшебный сон Артура здесь объясняется стечением обстоятельств: смертельный удар Артуру был нанесён в тот момент, когда Смерть в обиде оставила земной мир, и это навсегда оставило короля на границе жизни и небытия).
- В мультфильме «Шрек Третий» наследника престола Тридевятого Царства зовут Артур Пендрагон. Помимо принца Артура, в фильме фигурируют традиционные персонажи легенд о рыцарях Круглого Стола — Мерлин (Эрик Айдл), Ланселот (Джон Красински) и Гвиневра.
- В серии «Сэр Винт Разболтайло» (17-я серия первого сезона) мультсериала «Утиные истории» производства компании Уолта Диснея.
- Сюжет французского сериала «Kaamelott» основан на истории короля Артура.
- В американском комедийном сериале «Пьяная история» один из эпизодов посвящён королю Артуру («Эпизод 3» от 22 марта 2017 года), в роли короля Артура — актёр Бен Харди; рассказчик — Рассел Кейн[англ.].

### Компьютерные игры
- На протяжении игры Tomb Raider: Legend главная героиня Лара Крофт пытается отыскать меч Экскалибур и найти захоронение короля Артура. Экскалибур обладал магической силой. Но меч был сломан, поэтому Ларе Крофт пришлось собирать его по частям. К тому же если его вставить в телепорт, то можно переместиться в мир Авалона.
- Игра King Arthur: The Role-playing Wargame повествует о начале правления Артура. Играя за Артура, предстоит объединить раздроблённую Британию и защитить её от ворвавшихся в наш мир потусторонних существ.
- В игре Rome: Total War — Barbarian Invasion в разделе Исторические битвы можно сразиться за романо-бриттов во главе с Артуром (Луцием Арторием Кастом) в битве при горе Бадон против войска саксов. В имперской кампании после потери Римом Британии появляется фракция-орда Романо-бритты во главе с Арторием, она состоит в основном из римских частей с прибавкой псов Кулана и элитных отрядов тяжелой конницы — Рыцарей Грааля.
- В игре Stronghold Legends.
- Артур является одним из игровых персонажей игры Smite.
- В игре Vagrant Story (PlayStation, 2000 г.), Excalibur — двуручный меч, которым вооружён в финальной схватке с протагонистом, главный антагонист и финальный босс игры, Ромео Гильденстерн. Так же в игре имеются драгоценные камни (Gems), экипируемые на рукояти оружия и щиты. Названия многих из них (Arturos, Lancer, Basivalen и др.) — отсылки к именам персонажей встречающихся в легендах о короле Артуре.
- В игре Sonic and the Black Knight (Nintendo Wii, 2008 г.), Ёжик Соник попадает в сказания о Рыцарях Круглого Стола благодаря Мерлине, внучке Мерлина. Его вызвали в этот мир, чтобы победить короля Артура, который был проклят ножнами Экскалибура и стал править королевством как Чёрный Рыцарь. Позже оказалось, что Чёрный Рыцарь всё это время был иллюзией Мерлины для её плана. Под финал игры оказалось, что Соник всё это время и был правителем королевства, то есть местным Артуром.
- Является одним из призываемых легендарных героев в игре Civilization 6 в рамках игрового режима «Герои и легенды».
- Является одним из игровых персонажей в играх, манги и аниме серии Fate/stay night.
- Является центральной фигурой в игре Tainted Grail: The Fall of Avalon[англ.].

### Прочее
- В конце мая или в начале июня 1691 года в Королевском театре Дорсет-гарден в Лондоне впервые была исполнена семи-опера «Король Артур, или Британский герой» (Z 628; англ. King Arthur, or The British Worthy). Это семи-опера в пяти действиях на музыку Генри Пёрселла и либретто Джона Драйдена.
- В 1982 году в честь короля Артура Международный Астрономический Союз присвоил кратеру на спутнике Сатурна Мимасе наименование Артур.
- В 1975 году клавишник Рик Уэйкман посвятил легендам о короле Артуре концептуальный альбом The Myths and Legends of King Arthur and the Knights of the Round Table.
- В репертуаре группы «Аквариум» есть песня «Death of King Arthur», написанная на стихи Мэлори (его авторство под сомнением). Впервые она появилась на их альбоме «Электричество» в качестве записи с концерта группы в грузинском городе Гори в 1980 году, а позднее Гребенщиков переписал её в студии для своего сольника «Radio Silence» в 1989 году.
- В альбоме 1984 года «The Night» популярного итало-диско проекта «Valerie Dore» присутствует композиция «King Arthur».
- Действие сюжета альбома «The Final Experiment» нидерландской прогрессив-рок-оперы «Ayreon», вышедшего в 1995 году, происходит во времена и при дворе короля Артура, Мерлин является одним из персонажей.
- В 1999 году был выпущен альбом группы «Grave Digger» «Excalibur», посвящённый мифам о короле Артуре и рыцарях круглого стола.
- В 2006 году выходит альбом группы «Ария» «Армагеддон» с песней «Кровь королей», также посвящённой истории короля Артура.
- В 2015 году вышла маньхуа «Рыцарь фантастической ночи» главным героем, которого является король Артур. Создатель Чжан Вейвей.
- В манге «Семь смертных грехов» (яп. 七つの大罪 Нанацу но Таидзай) и одноимённом аниме юный король Артур является одним из важных второстепенных персонажей. На момент начала событий манги Артур уже стал королём, но ещё не вытащил меч из камня. В «Семи смертных грехах» мечом в камне является Экскалибур.